# Cap de l'Artaqui
El Cap de l'Artaqui (en turc: Kapıdağ Yarımadası) (també anomenat península de Cízic, península de Kapu-Dagh, o Arctonès) és un gran cap de Turquia situat a Anatòlia i que vessa a la mar de Màrmara.
En els temps de l'antiguitat clàssica aquest cap era una illa separada de la terra ferma on radicava la ciutat de Cízic.
Els anys 1303 i 1304 fou la base d'operacions de la Companyia Catalana d'Orient i en les proximitats del cap de l'Artaqui hi tingué lloc la batalla del riu Cízic.